# San Mateo (Californie)
Pour les articles homonymes, voir San Mateo et Mateo (homonymie).
San Mateo ([ˌsæn məˈteɪ.oʊ]) est une municipalité américaine située en Californie dans le comté de San Mateo et dans la région de la baie de San Francisco. C'est l'une des banlieues les plus importantes de la péninsule de San Francisco. Sa population s’élevait à 97 207 habitants lors du recensement de 2010, estimée à 104 748 habitants en 2017.

## Démographie
| Groupe            | San Mateo | Californie | États-Unis |
| ----------------- | --------- | ---------- | ---------- |
| Blancs            | 57,8      | 57,6       | 72,4       |
| Asiatiques        | 18,9      | 13,1       | 4,8        |
| Autres            | 12,6      | 17,0       | 6,2        |
| Métis             | 5,7       | 4,9        | 2,9        |
| Afro-Américains   | 2,4       | 6,2        | 12,6       |
| Océaniens         | 2,0       | 0,4        | 0,2        |
| Amérindiens       | 0,5       | 1,0        | 0,9        |
| Total             | 100       | 100        | 100        |
|                   |           |            |            |
| Latino-Américains | 26,6      | 37,6       | 16,7       |

En 2010, la population hispanique et latino comprend essentiellement des Mexicano-Américains (14,4 % de la population), des Guatémalto-Américains (2,8 %), des Salvadoro-Américains (2,6 %) et des Péruvo-Américains (1,2 %).
La population asiatique est quant à elle principalement composée de Sino-Américains (9,2 % de la population de la ville), de Philippino-Américains (5,8 %), de Nippo-Américains (2,9 %), d'Indo-Américains (2,1 %) et de Coréo-Américains (1,0 %).
Alors que la population océanienne est majoritairement composée de Tongano-Américains (1,4 % de la population).
Selon l'American Community Survey, pour la période 2011-2015, 55,31 % de la population âgée de plus de 5 ans déclare parler anglais à la maison, alors que 21,72 % déclare parler l'espagnol, 6,99 % une langue chinoise, 2,95 % le tagalog, 1,86 % le japonais, 1,50 % le russe, 1,30 % l'arabe, 1,21 % l'hindi, 0,92 % l'italien, 0,72 % l'allemand, 0,57 % le français, 0,55 % le portugais et 4,39 % une autre langue.
| 1880 | 1900  | 1910  | 1920  | 1930   | 1940   |
| ---- | ----- | ----- | ----- | ------ | ------ |
| 932  | 1 832 | 4 384 | 5 979 | 13 444 | 19 403 |

| 1950   | 1960   | 1970   | 1980   | 1990   | 2000   |
| ------ | ------ | ------ | ------ | ------ | ------ |
| 41 782 | 69 870 | 78 991 | 77 640 | 85 486 | 92 482 |

| 2010   | - | - | - | - | - |
| ------ | - | - | - | - | - |
| 97 207 | - | - | - | - | - |

## Entreprises importantes
- Franklin Templeton Investments
- Keynote Systems
- NetSuite
- Sling Media, Inc.
- Webcor Builders
- Salesforce.com
- ENFOS
- FANDOM
- Youtube
- GoPro
- SolarCity
- Roblox

## Jumelages
- Varde (Danemark)
- Toyonaka (Japon)
- San Pablo (Philippines)